# Pellevoisin
Pellevoisin est une commune française située dans le département de l'Indre, en région Centre-Val de Loire.

## Géographie

### Localisation
La commune est située dans le nord du département, dans la région naturelle du Boischaut Nord.
Les communes limitrophes sont : Heugnes (3 km), Villegouin (4 km), Selles-sur-Nahon (5 km), Frédille (5 km), Argy (5 km) et Sougé (6 km).
Les communes chefs-lieux et préfectorales sont : Valençay (23 km), Châteauroux (29 km), Issoudun (44 km), Le Blanc (47 km) et La Châtre (62 km).

### Climat
Pour des articles plus généraux, voir Climat du Centre-Val de Loire et Climat de l'Indre.
En 2010, le climat de la commune est de type climat océanique dégradé des plaines du Centre et du Nord, selon une étude du Centre national de la recherche scientifique s'appuyant sur une série de données couvrant la période 1971-2000. En 2020, Météo-France publie une typologie des climats de la France métropolitaine dans laquelle la commune est exposée à un climat océanique altéré et est dans la région climatique Centre et contreforts nord du Massif Central, caractérisée par un air sec en été et un bon ensoleillement.
Pour la période 1971-2000, la température annuelle moyenne est de 11,2 °C, avec une amplitude thermique annuelle de 15,1 °C. Le cumul annuel moyen de précipitations est de 744 mm, avec 12 jours de précipitations en janvier et 6,9 jours en juillet. Pour la période 1991-2020, la température moyenne annuelle observée sur la station météorologique installée sur la commune est de 12,4 °C et le cumul annuel moyen de précipitations est de 798,0 mm,. Pour l'avenir, les paramètres climatiques de la commune estimés pour 2050 selon différents scénarios d'émission de gaz à effet de serre sont consultables sur un site dédié publié par Météo-France en novembre 2022.
| Mois                                  | jan.           | fév.             | mars          | avril           | mai             | juin           | jui.           | août          | sep.          | oct.            | nov.             | déc.             | année     |
| ------------------------------------- | -------------- | ---------------- | ------------- | --------------- | --------------- | -------------- | -------------- | ------------- | ------------- | --------------- | ---------------- | ---------------- | --------- |
| Température minimale moyenne (°C)     | 1,9            | 1,6              | 3,9           | 5,8             | 9,4             | 12,6           | 14,5           | 14,4          | 11,2          | 8,7             | 4,8              | 2,4              | 7,6       |
| Température moyenne (°C)              | 4,9            | 5,5              | 8,7           | 11,3            | 15              | 18,5           | 20,6           | 20,7          | 17            | 13,1            | 8,2              | 5,4              | 12,4      |
| Température maximale moyenne (°C)     | 7,9            | 9,4              | 13,6          | 16,9            | 20,6            | 24,3           | 26,8           | 27            | 22,8          | 17,5            | 11,7             | 8,3              | 17,2      |
| Record de froid (°C) date du record   | −18 17.01.1985 | −17,5 08.02.1953 | −11 01.03.05  | −5,3 12.04.1955 | −3,2 07.05.1957 | 2,2 02.06.1962 | 1,5 10.07.1956 | 4 05.08.1956  | 0 16.09.1957  | −5,7 30.10.1955 | −10,3 23.11.1956 | −14,4 31.12.1985 | −18 1985  |
| Record de chaleur (°C) date du record | 17,5 01.01.23  | 25 27.02.19      | 28 25.03.1955 | 29,5 01.04.21   | 32 28.05.17     | 40,5 18.06.22  | 41,5 25.07.19  | 41,5 04.08.03 | 35,7 08.09.23 | 31,9 02.10.23   | 24 07.11.15      | 20,6 03.12.1953  | 41,5 2019 |
| Précipitations (mm)                   | 72,9           | 59,9             | 56,1          | 67,3            | 70,4            | 56,7           | 56             | 58,7          | 59,5          | 79,2            | 79,7             | 81,6             | 798       |

### Géologie et hydrographie
La commune est classée en zone de sismicité 2, correspondant à une sismicité faible.
Le territoire communal est arrosé par la rivière Nahon.

## Histoire

### Antiquité et Moyen Âge
Le bourg existait sous l’Antiquité et au Moyen Âge. Le site est donc occupé sans discontinuité perceptible depuis plus de deux millénaires. Une motte castrale est édifiée près de ce vieux bourg.

### Apparition mariale
En 1875, une jeune femme de 32 ans, Estelle Faguette, née à Saint-Memmie (Marne) en 1843, atteinte d’une maladie incurable, écrit, avec un cœur d’enfant et dans une grande confiance, une lettre à la Sainte Vierge : elle lui demande d’intercéder auprès de son divin Fils pour obtenir sa guérison, afin de soutenir ses parents âgés. Elle dépose cette lettre à la grotte de Montbel près du château des La Rochefoucauld-Montbel pour qui elle travaillait. La Vierge Marie répond à cette lettre par quinze apparitions de février à décembre 1876, au cours desquelles elle éduque Estelle à la sainteté et lui délivre un message de miséricorde. Le 19 février 1876, Estelle est entièrement guérie (elle mourra en 1929, âgée de 86 ans).
Dès 1877, à la suite des demandes de la Comtesse Marie-Luce de La Rochefoucauld-Montbel, l’archevêque de Bourges autorise le culte public à Notre-Dame de Pellevoisin et la chambre d’Estelle est transformée en chapelle. Depuis plusieurs années, l’archevêque de Bourges a confié aux Frères de Saint Jean la conduite spirituelle du sanctuaire de Pellevoisin, et en particulier le message de Miséricorde transmis aux pèlerins d'aujourd'hui.
Pellevoisin est le siège d'un important pèlerinage à Notre-Dame-de-la-Miséricorde, le Ier dimanche de septembre.

### Depuis la Seconde Guerre mondiale
En 1940, le grand hôtel de Pellevoisin devient une prison d'État et accueille des prisonniers politiques célèbres : Vincent Auriol, Marx Dormoy, Abraham Schrameck, Salomon Grumbach, Georges Mandel, Marcel Bloch et Jules Moch. Paul Reynaud arrivé le 17 novembre 1940 de sa précédente prison, le château de Chazeron. Les procès de Riom suivirent pour juger ceux que Pétain jugeait responsables de la défaite de 1940. Dans la nuit du 31 décembre au 1er janvier, Paul Reynaud fut à nouveau transféré, cette fois vers Aubenas.
La commune fut rattachée de 1973 à 2015 au canton d'Écueillé.

### Voies de communication et transports
Le territoire communal est desservi par les routes départementales : 11, 15, 15D et 33.
La ligne de Salbris au Blanc passe par le territoire communal, une gare dessert la commune, par le train touristique du Bas-Berry. L'autre gare ferroviaire la plus proche est la gare de Châteauroux (36 km), sur la ligne des Aubrais - Orléans à Montauban-Ville-Bourbon.
Pellevoisin est desservie par la ligne S du Réseau de mobilité interurbaine.
L'aéroport le plus proche est l'aéroport de Châteauroux-Centre, à 35 km.
Le territoire communal est traversé par le sentier de grande randonnée de pays de Valençay.

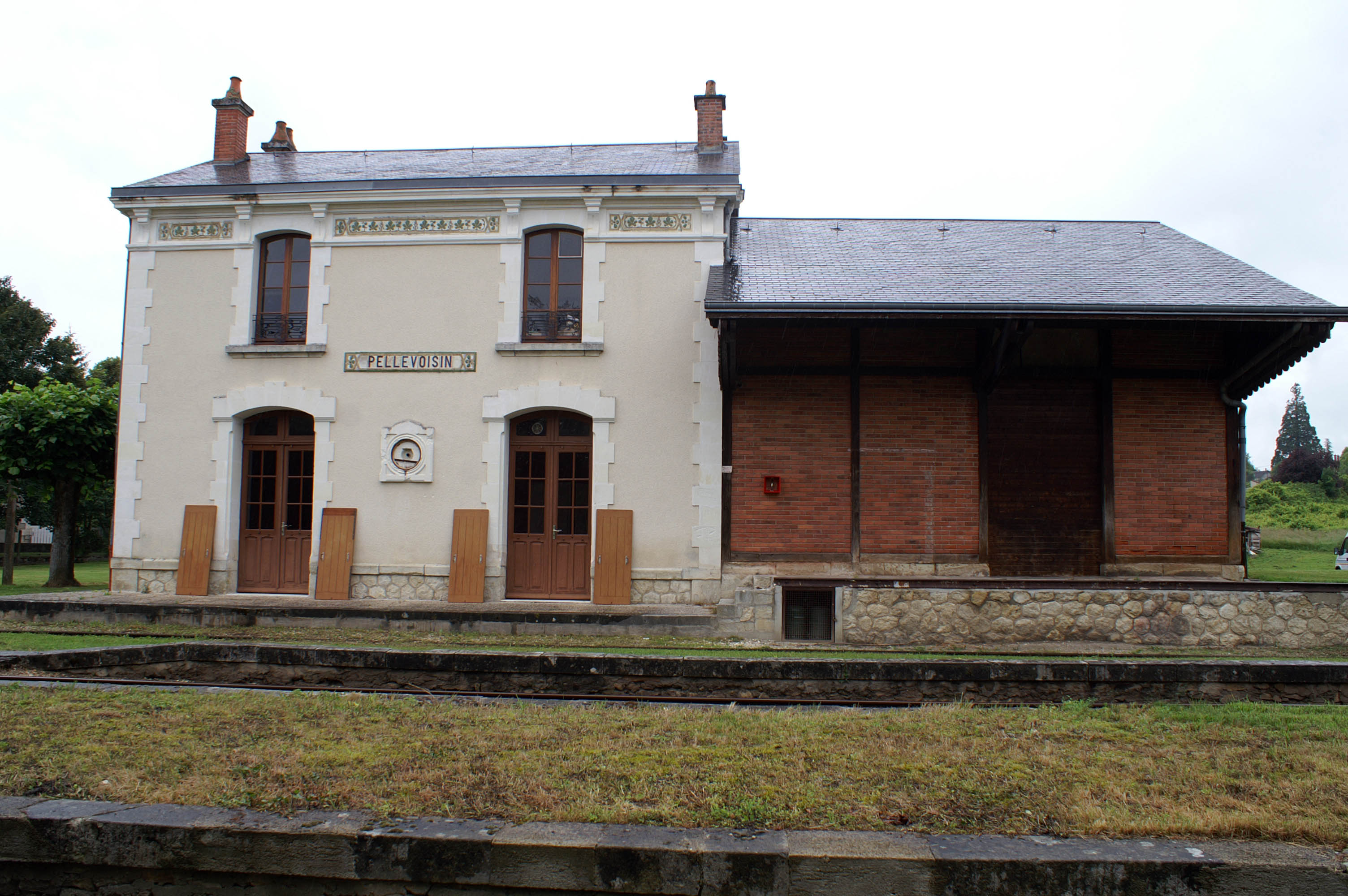
La gare de Pellevoisin en 2010.

## Urbanisme

### Typologie
Au 1er janvier 2024, Pellevoisin est catégorisée commune rurale à habitat dispersé, selon la nouvelle grille communale de densité à sept niveaux définie par l'Insee en 2022.
Elle est située hors unité urbaine et hors attraction des villes,.

### Occupation des sols
L'occupation des sols de la commune, telle qu'elle ressort de la base de données européenne d’occupation biophysique des sols Corine Land Cover (CLC), est marquée par l'importance des territoires agricoles (75,1 % en 2018), une proportion sensiblement équivalente à celle de 1990 (74,6 %). La répartition détaillée en 2018 est la suivante : 
terres arables (54,3 %), forêts (23,3 %), prairies (10,8 %), zones agricoles hétérogènes (10 %), zones urbanisées (1,6 %). L'évolution de l’occupation des sols de la commune et de ses infrastructures peut être observée sur les différentes représentations cartographiques du territoire : la carte de Cassini (XVIIIe siècle), la carte d'état-major (1820-1866) et les cartes ou photos aériennes de l'IGN pour la période actuelle (1950 à aujourd'hui).

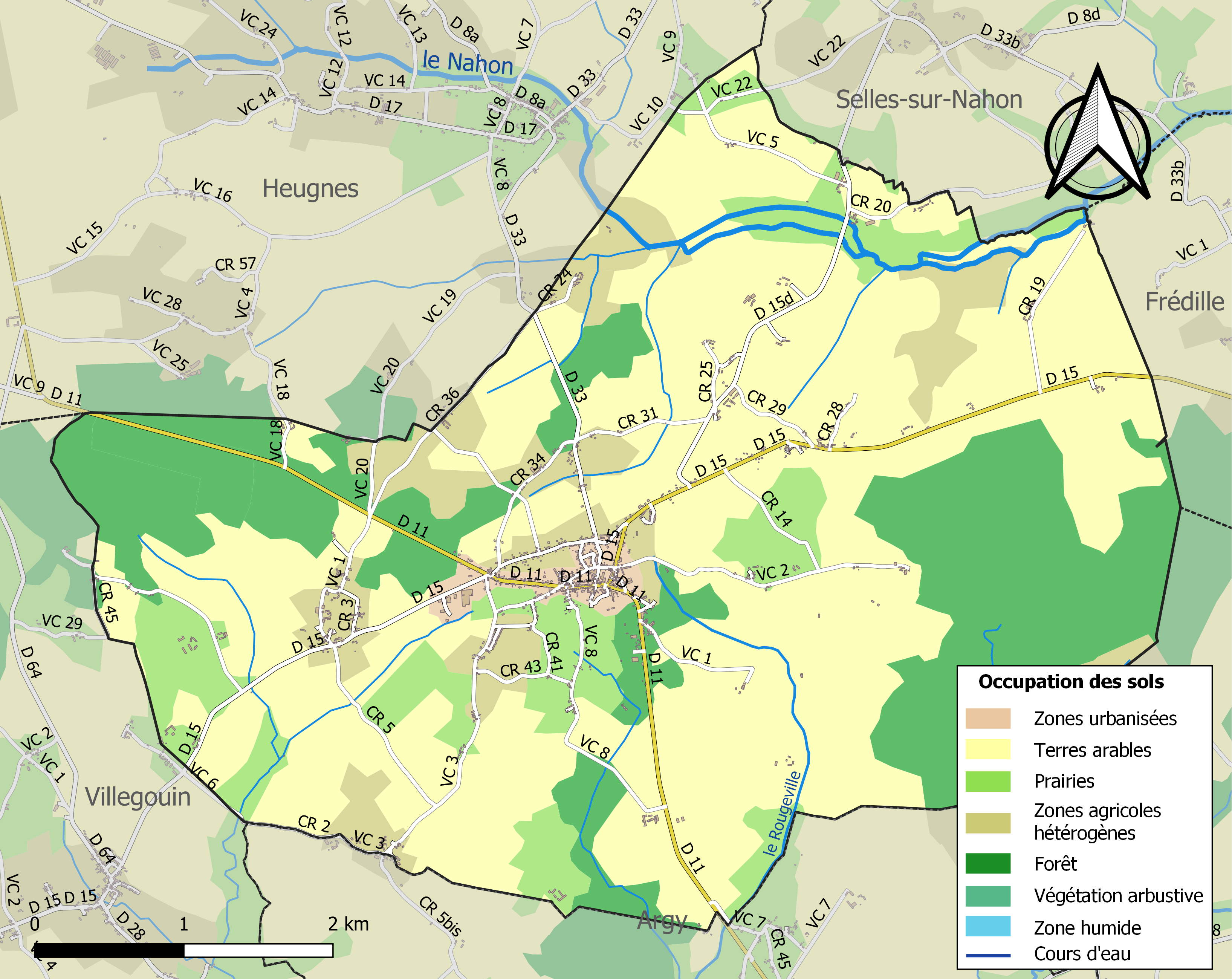
Carte des infrastructures et de l'occupation des sols de la commune en 2018 (CLC).

### Hameaux et lieux-dits
Les hameaux et lieux-dits de la commune sont : Charbonnière, la Maison Neuve et Roidoux.

### Logement
Le tableau ci-dessous présente le détail du secteur des logements de la commune :
| Date du relevé                                              | 2013   |
| Nombre total de logements                                   | 508    |
| Résidences principales                                      | 72,6 % |
| Résidences secondaires                                      | 20,4 % |
| Logements vacants                                           | 7 %    |
| Part des ménages propriétaires de leur résidence principale | 70,7 % |

### Risques majeurs
Le territoire de la commune de Pellevoisin est vulnérable à différents aléas naturels : météorologiques (tempête, orage, neige, grand froid, canicule ou sécheresse), feux de forêts, mouvements de terrains et séisme (sismicité faible). Un site publié par le BRGM permet d'évaluer simplement et rapidement les risques d'un bien localisé soit par son adresse soit par le numéro de sa parcelle.
Pour anticiper une remontée des risques de feux de forêt et de végétation vers le nord de la France en lien avec le dérèglement climatique, les services de l’État en région Centre-Val de Loire (DREAL, DRAAF, DDT) avec les SDIS ont réalisé en 2021 un atlas régional du risque de feux de forêt, permettant d’améliorer la connaissance sur les massifs les plus exposés. La commune, étant pour partie dans les massifs de Frédille et d'Argy, est classée au niveau de risque 4, sur une échelle qui en comporte quatre (1 étant le niveau maximal).

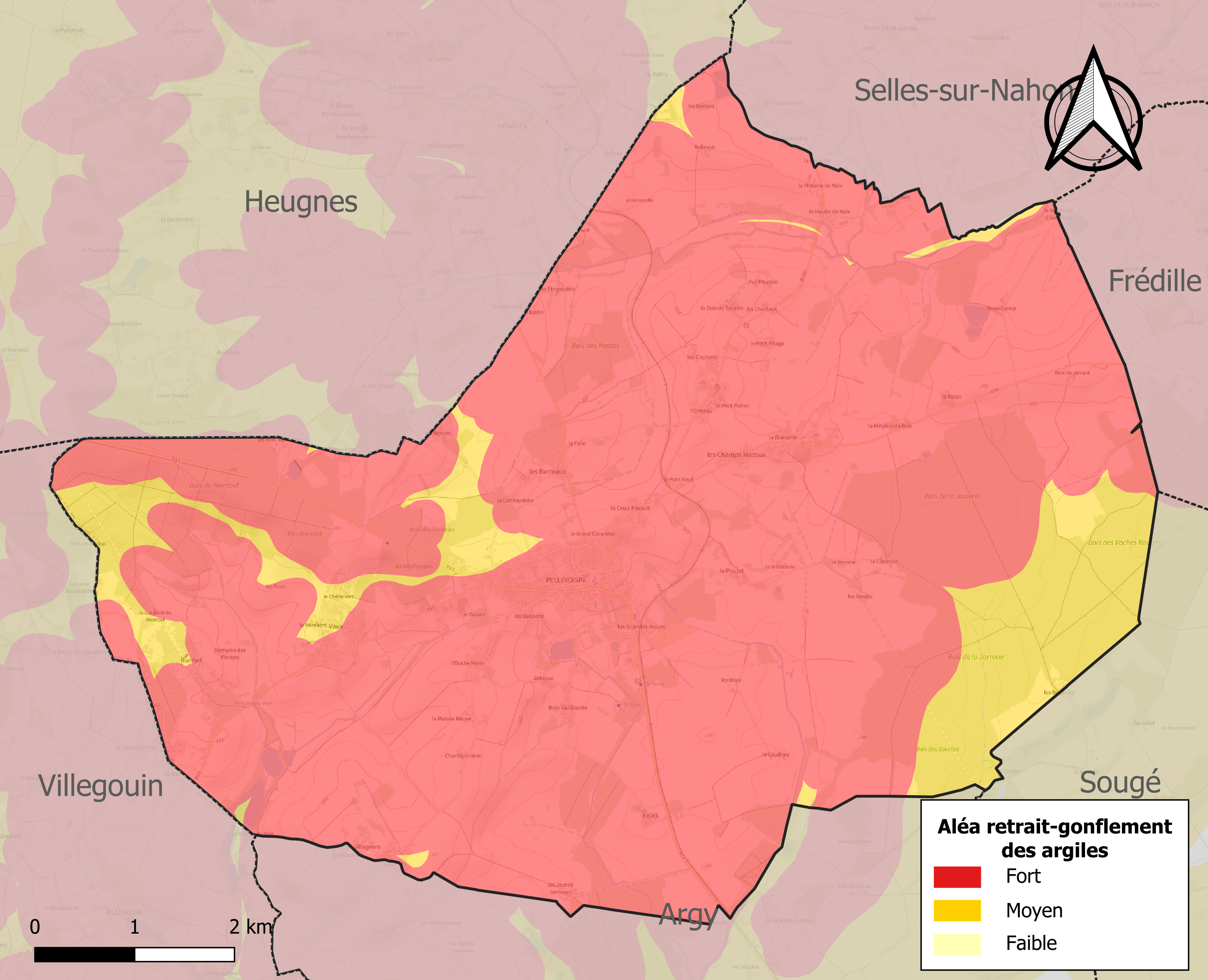
Carte des zones d'aléa retrait-gonflement des sols argileux de Pellevoisin.

Les mouvements de terrains susceptibles de se produire sur la commune sont des tassements différentiels.
Le retrait-gonflement des sols argileux est susceptible d'engendrer des dommages importants aux bâtiments en cas d’alternance de périodes de sécheresse et de pluie. La totalité de la commune est en aléa moyen ou fort (84,7 % au niveau départemental et 48,5 % au niveau national). Sur les 469 bâtiments dénombrés sur la commune en 2019, 469 sont en aléa moyen ou fort, soit 100 %, à comparer aux 86 % au niveau départemental et 54 % au niveau national. Une cartographie de l'exposition du territoire national au retrait gonflement des sols argileux est disponible sur le site du BRGM,.
Concernant les mouvements de terrains, la commune a été reconnue en état de catastrophe naturelle au titre des dommages causés par la sécheresse en 1989, 1991, 1993 et 2011 et par des mouvements de terrain en 1999.

## Toponymie
Ses habitants sont appelés les Pellevoisinois.[Quoi ?]

## Politique et administration
La commune dépend de l'arrondissement de Châteauroux, du canton de Valençay, de la deuxième circonscription de l'Indre et de la communauté de communes Écueillé - Valençay.
Elle dispose d'un bureau de poste, d'un centre de première intervention et d'un syndicat d'initiative.
| Période                                  | Période   | Identité       | Étiquette | Qualité                                                                                                 |
| ---------------------------------------- | --------- | -------------- | --------- | --- |
| mai 1953                                 | 1988      | Amédée Renault | SFIO-PS   | Député de l'Indre (1981-1986) Conseiller régional (1981-1992) Conseiller général de l'Indre (1973-1985) |
| 1988                                     | mars 2001 | Bernard Jollet | PS        | Président Chambre Agriculture Indre (1976-1995) Agriculteur                                             |
| mars 2001,                               | mars 2014 | Claude Roux    | PS        | Instituteur retraité, suppléant du député Jean-Paul Chanteguet (1997-2007)                              |
| mars 2014                                | En cours  | Gérard Sauget  |           | Retraité Fonction publique                                                                              |
| Les données manquantes sont à compléter. |           |                |           | |

## Population et société

### Démographie
L'évolution du nombre d'habitants est connue à travers les recensements de la population effectués dans la commune depuis 1793. Pour les communes de moins de 10 000 habitants, une enquête de recensement portant sur toute la population est réalisée tous les cinq ans, les populations de référence des années intermédiaires étant quant à elles estimées par interpolation ou extrapolation. Pour la commune, le premier recensement exhaustif entrant dans le cadre du nouveau dispositif a été réalisé en 2005.

En 2022, la commune comptait 794 habitants, en évolution de +3,52 % par rapport à 2016 (Indre : −3 %, France hors Mayotte : +2,11 %).
| 1793 | 1800 | 1806 | 1821 | 1831  | 1836  | 1841 | 1846 | 1851  |
| ---- | ---- | ---- | ---- | ----- | ----- | ---- | ---- | ----- |
| 790  | 795  | 838  | 888  | 1 067 | 1 030 | 943  | 906  | 1 001 |

| 1856  | 1861 | 1866  | 1872  | 1876  | 1881  | 1886  | 1891  | 1896  |
| ----- | ---- | ----- | ----- | ----- | ----- | ----- | ----- | ----- |
| 1 046 | 967  | 1 061 | 1 006 | 1 063 | 1 053 | 1 078 | 1 007 | 1 052 |

| 1901  | 1906  | 1911  | 1921  | 1926  | 1931 | 1936 | 1946  | 1954  |
| ----- | ----- | ----- | ----- | ----- | ---- | ---- | ----- | ----- |
| 1 070 | 1 144 | 1 167 | 1 066 | 1 041 | 976  | 934  | 1 019 | 1 072 |

| 1962 | 1968 | 1975 | 1982  | 1990 | 1999 | 2005 | 2006 | 2010 |
| ---- | ---- | ---- | ----- | ---- | ---- | ---- | ---- | ---- |
| 998  | 940  | 926  | 1 027 | 916  | 886  | 879  | 874  | 833  |

| 2015 | 2020 | 2022 | - | - | - | - | - | - |
| ---- | ---- | ---- | - | - | - | - | - | - |
| 776  | 797  | 794  | - | - | - | - | - | - |

### Enseignement
La commune dépend de la circonscription académique d'Issoudun.

### Sports
- Section gymnastique

### Médias
La commune est couverte par les médias suivants : La Nouvelle République du Centre-Ouest, Le Berry républicain, L'Écho - La Marseillaise, La Bouinotte, Le Petit Berrichon, France 3 Centre-Val de Loire, Berry Issoudun Première, Vibration, Forum, France Bleu Berry et RCF en Berry.

## Économie
La commune se situe dans la zone d’emploi de Châteauroux et dans le bassin de vie de Buzançais.
La commune se trouve dans l'aire géographique et dans la zone de production du lait, de fabrication et d'affinage des fromages Valençay et Sainte-maure-de-touraine.

## Culture locale et patrimoine
- Château du Mée[41]
- Grotte mariale de Montbel
- Église[41]
- Monument aux morts
- Sanctuaire de Pellevoisin.
- Musée Giraudoux-Bernanos-Estelle Faguette[41]

### Personnalités liées à la commune
- Jean Giraudoux (1882-1944), écrivain et un diplomate français.
- Estelle Faguette (1843-1929)
- Georges Bernanos (1888-1948), écrivain français, enterré auprès de sa mère dans le cimetière de la commune.
- Anne Caudry (1957-1991), actrice française, inhumée près de son aïeul Georges Bernanos dans le cimetière de la commune.
- Famille La Rochefoucauld-Montbel